# 金中浩
金中浩（1948年—），上海人，中国书法家。曾任吉林省政协常委，吉林省书法家协会第一副主席、秘书长，吉林省书画院副院长。九三学社社员，国家一级美术师（正高），中国书法家协会第二届理事。
现任吉林书法家协会顾问，吉林省政协书画院副院长、白山印社社长、吉林省文史研究馆馆员。

## 生平
金中浩生于上海市。其父曾师从民国书法家汪恂，在其父指导下学习柳公权《玄秘塔碑》。高中时，拜姚青云学习魏碑《郑文公碑》。1969年，下乡至吉林省安图县务农。先后在公社、县电影管理站、县文化馆工作，自学文史哲、书画印。
1976年，他考入长春电影制片厂从事电影字幕美术设计工作，从事影视字幕美术工作20余年，设计了300多部、集影视字幕。
1997年，调入吉林省书画院，任副院长。1998年，出版了《金中浩书法集》（吉林美术出版社）。
其书法作品多次赴日本、加拿大、德国、新加坡、菲律宾、韩国、台湾等地展出。并以代表团团长、领队和顾问的身份，率书画家代表团出访过美国、日本、澳门，举办展览和演讲。
2014年9月12日，“胸中浩气——金中浩从艺六十年作品展”在吉林艺术学院展出。

## 制作的影视作品字幕
电影主要有：《开国大典》、《百色起义》、《重庆谈判》、《七七事变》、《人到中年》、《16号病房》、《谭嗣同》、《吉鸿昌》、《末代皇后》、《离开雷锋的日子》等。
电视剧主要有：《荒唐王爷》、《康梁变法》、《铁人》、《雾海帆》等。

## 主要作品集
- 《金中浩书法集》（吉林美术出版社）ISBN 7-5386-0776-5/J·464
- 《金中浩墨迹集》（吉林人民出版社）ISBN 7-206-02719-9/J·16
- 《中国当代名家——金中浩书法集》（荣宝斋出版社） ISBN 978-7-5804-6972-4